# Sportcentrum Plein van 12 mei
Het Sportcentrum Plein van 12 mei is een sportaccommodatie in Paramaribo, Suriname. Het bevindt zich op de hoek van de Van Idsingastraat en de Van Sypesteynlaan.
Het sportcentrum werd hier in 1951 ingericht in twee gedeelten waar de Van Sypesteynlaan doorheen liep. Op de ene helft werd een minivoetbalveld en op de andere helft een basketbalveld en een speeltuin aangelegd, met onder meer een schommel en een wip, en nog een apart tuintje waar kinderen bloemen konden planten. In 1979 lag het terrein er verwaarloosd bij.
Het terrein vormde de bakermat voor bekende voetballers, als Humbert Boerleider, Puck Eliazer, August Foe A Man en Armand Sahadewsing.
Het Ministerie van Sport- en Jeugdzaken heeft in 2014 een voetbal kunstgrasveld laten aanleggen, gefinancierd uit belastinggelden van Staatsolie. Voor de onderhoudskosten stelde zich Telesur voor vijf jaar garant.